# 155th Street (linea IND Eighth Avenue)
155th Street è una fermata della metropolitana di New York situata sulla linea IND Eighth Avenue. Nel 2019 è stata utilizzata da 895 036 passeggeri. È servita dalla linea C sempre tranne di notte, quando è sostituita dalla linea A.

## Storia
La stazione fu aperta il 10 settembre 1932.

## Strutture e impianti
La stazione è sotterranea, ha due banchine laterali e due binari. È posta al di sotto di St. Nicholas Avenue e il mezzanino possiede sei ingressi all'incrocio con 155th Street, equamente divisi tra gli angoli sud-ovest, nord-ovest e nord-est.

## Interscambi
La stazione è servita da alcune autolinee gestite da NYCT Bus.
- Fermata autobus